# Legea lui Avogadro
Legea lui Avogadro este una din legile gazelor. Legea a fost numită după Amedeo Avogadro, care în 1811 a enunțat ipoteza: Volume egale ale gazelor, la aceeași temperatură și presiune, conțin același număr de particule (sau molecule). Deci, numărul moleculelor dintr-un volum masic de gaz este independent de mărimea sau masa moleculelor de gaz.
Matematic, legea se exprimă astfel:
{\displaystyle \qquad {{V} \over {n}}=a}.
unde:
V = volumul gazului.
n = numărul de moli.
a este o constantă.
Un mol de gaz ocupă aproximativ 22,4 litri (dm3) în condiții standard de temperatură și presiune. Acest volum este numit volum molar al unui gaz.
Numărul de molecule dintr-un mol de substanță este numărul lui Avogadro: aproximativ 6,022×1023 particule/mol.
În consecință, densitățile diferitelor gaze sunt, în aceleași condiții de temperatură și presiune, proporționale cu masele lor moleculare.
Legea lui Avogadro, împreună cu Legea combinată a gazelor, formează Legea gazului ideal.